# Gonnosfanadiga
Gonnosfanadiga is een gemeente in de Italiaanse provincie Zuid-Sardinië (regio Sardinië) en telt 7011 inwoners (31-12-2004). De oppervlakte bedraagt 125,1 km², de bevolkingsdichtheid is 56 inwoners per km².
De volgende frazioni maken deel uit van de gemeente: Pardu Atzei.

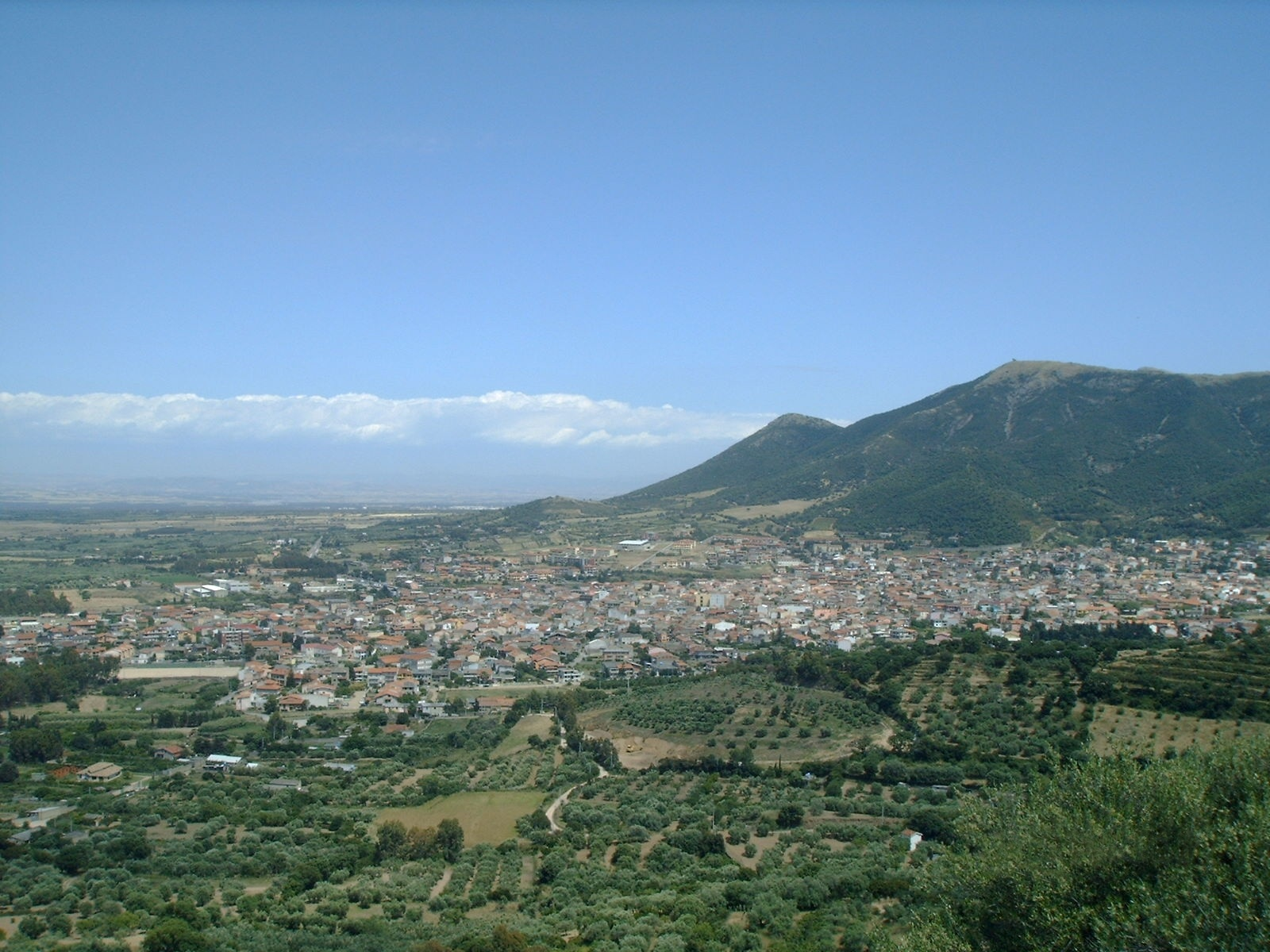
Gonnosfanadiga
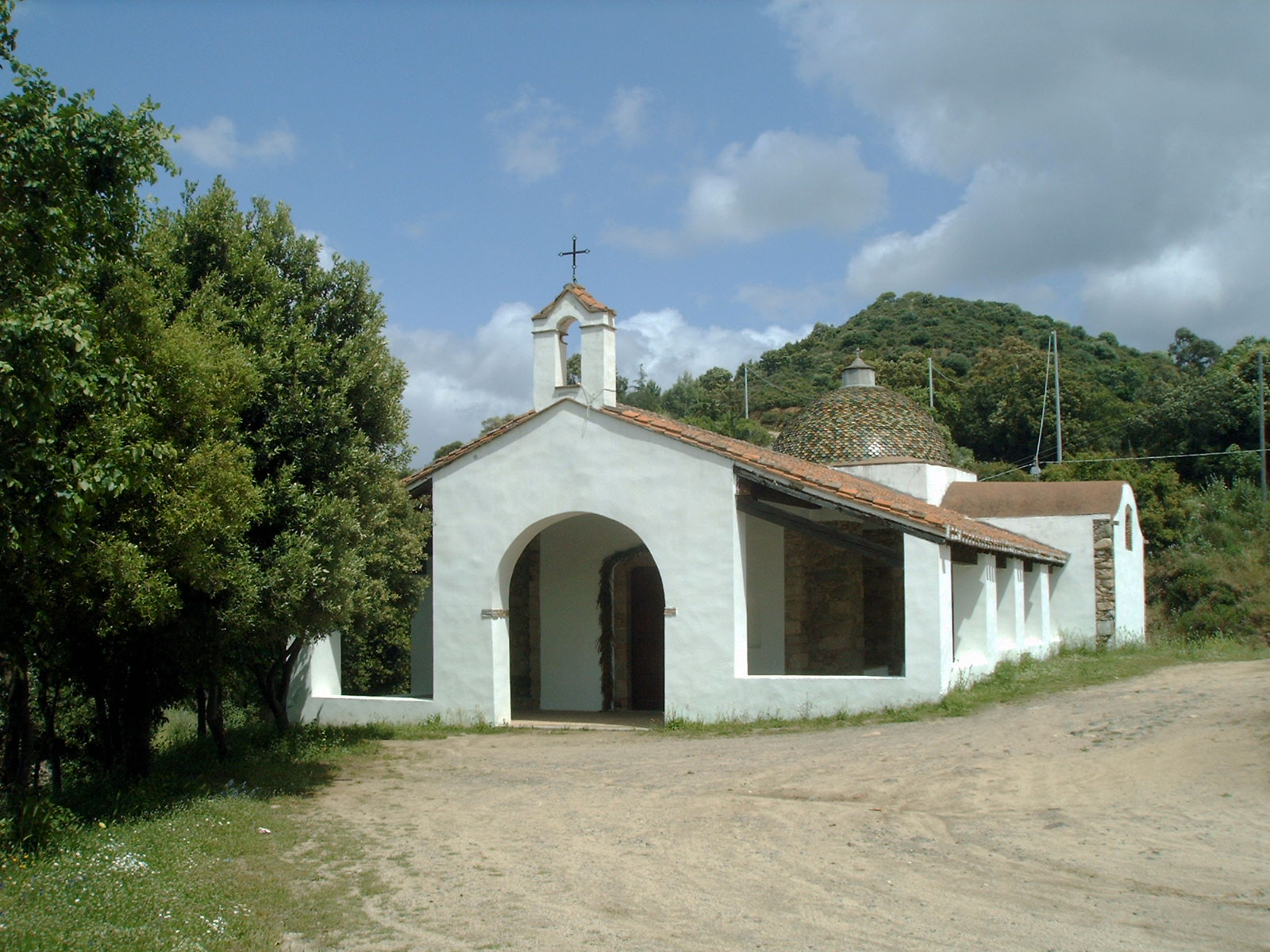
Kerk van San Severa
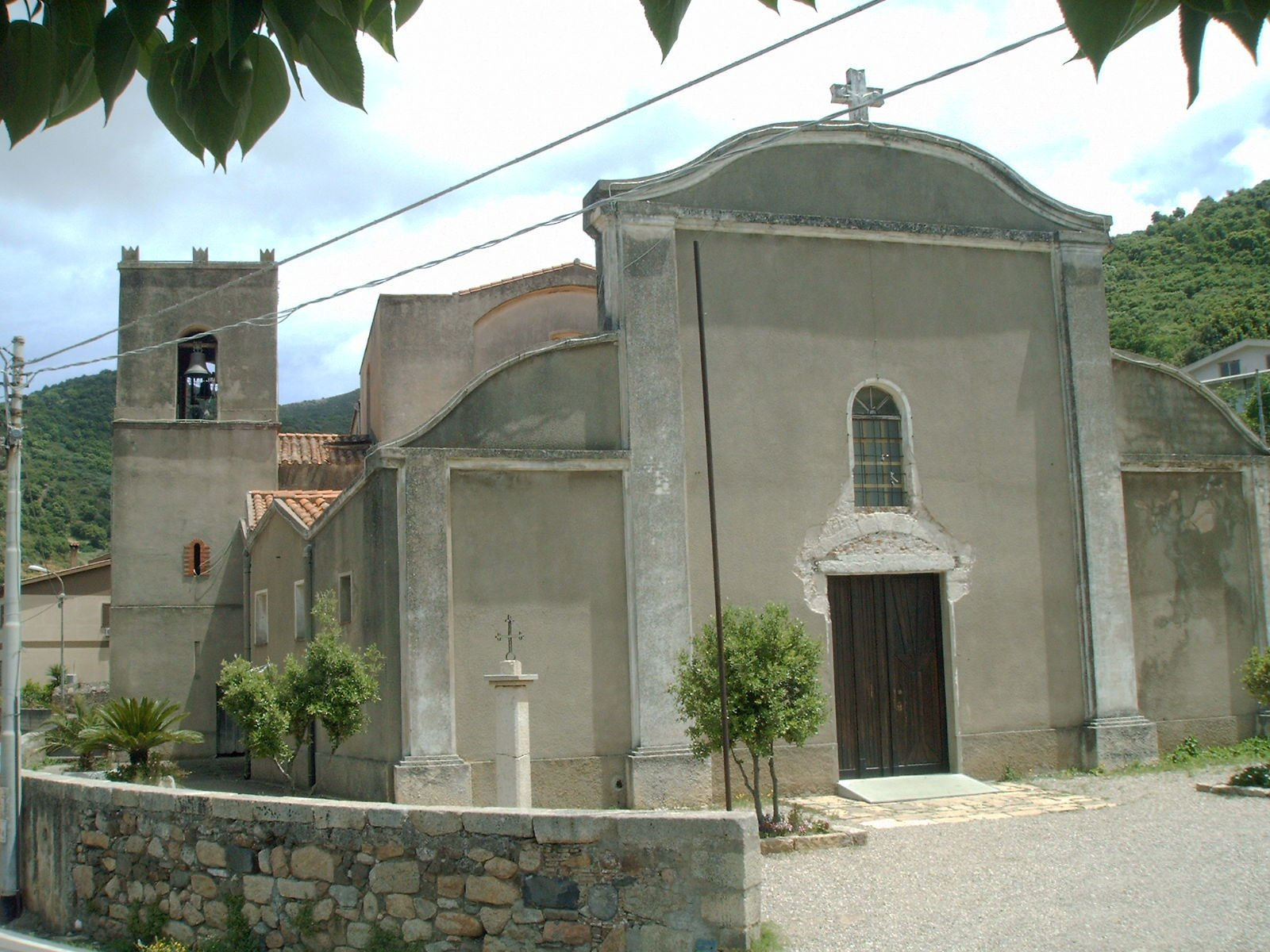
Kerk van Santa Barbara
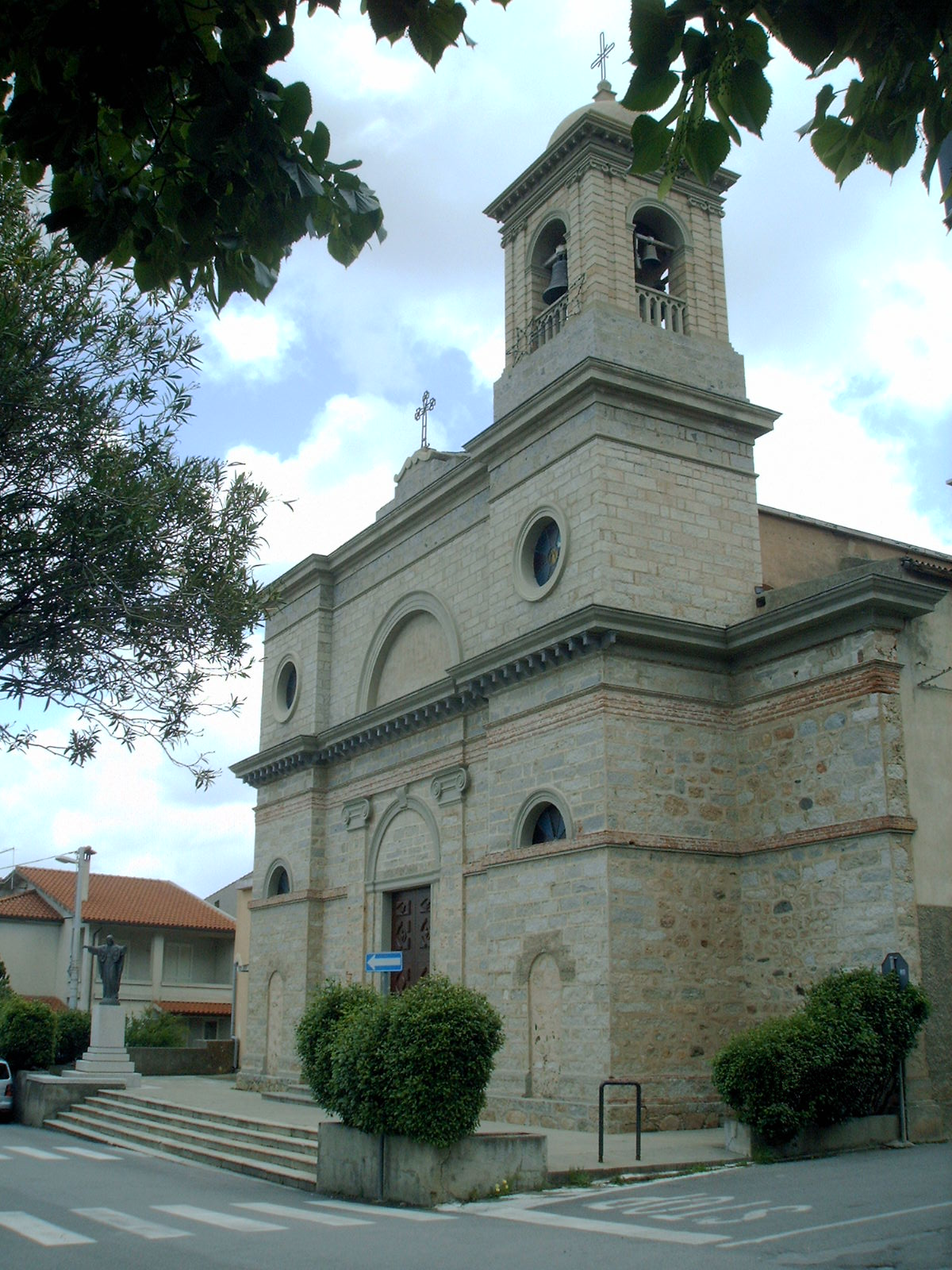
Kerk del Sacro Cuore

## Demografie
Gonnosfanadiga telt ongeveer 2482 huishoudens. Het aantal inwoners daalde in de periode 1991-2001 met 4,8% volgens cijfers uit de tienjaarlijkse volkstellingen van ISTAT.
| Jaar | Inwoneraantal |
| ---- | ------------- |
| 1991 | 7320          |
| 2001 | 6970          |

## Geografie
Gonnosfanadiga grenst aan de volgende gemeenten: Arbus, Domusnovas (CI), Fluminimaggiore (CI), Guspini, Pabillonis, San Gavino Monreale, Villacidro.